# 時津風部屋

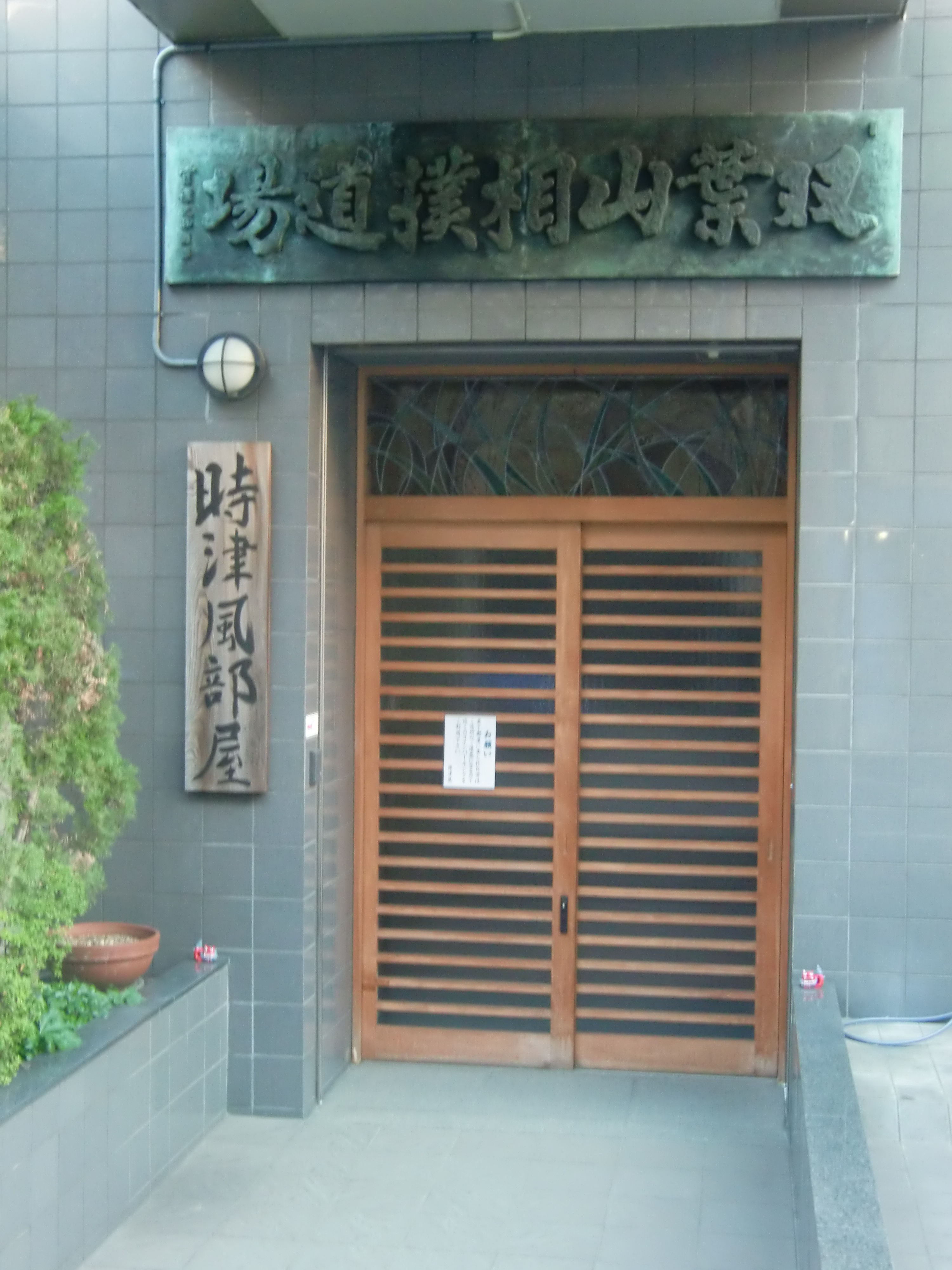
時津風部屋

時津風部屋（ときつかぜべや）は、日本相撲協会所属で時津風一門の相撲部屋。

## 歴史

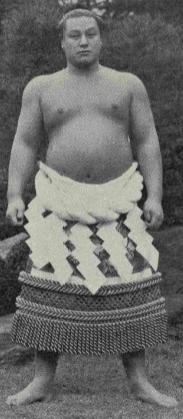
横綱双葉山

立浪部屋に所属する第35代横綱・双葉山は、69連勝、5場所連続全勝優勝などの輝かしい実績が評価されて現役力士のまま弟子の育成ができる二枚鑑札を許可された。現役の横綱でいるうちに弟子の育成をしたいと志した双葉山は、1941年（昭和16年）5月に立浪部屋から10人の内弟子を連れて独立、双葉山相撲道場を設立した。この際に、当時粂川部屋を開いていた5代粂川（元大関・鏡岩）は、自らの弟子20人全員を双葉山に譲り、自らも双葉山相撲道場の部屋付き親方となった。粂川と双葉山は関取になる前から兄弟のような付き合いをして互いに信頼し、粂川は双葉山から「兄貴」と呼ばれていた。
また、1943年（昭和18年）5月には、荒汐部屋、甲山部屋、二十山部屋を双葉山相撲道場に糾合した。
双葉山は1945年（昭和20年）11月場所限りで現役を引退して年寄・12代時津風を襲名し、同時に双葉山相撲道場を時津風部屋と改称した。
ここに江戸時代以来250年の伝統を持つ名門である伊勢ノ海部屋と、双葉山相撲道場に預けられてから再興された井筒部屋が合流して時津風一門が形成された。
その後、粂川部屋から譲り受けた鏡里が1953年(昭和28年）1月場所後に第42代横綱に､双葉山の二枚鑑札時代からの弟子である大内山が大関へ昇進し、双葉山の12代時津風襲名以降には北葉山と豊山の2人が大関へ昇進した。
また、12代は1957（昭和32年）年5月に第3代日本相撲協会理事長に就任した。一代で時津風部屋を大部屋に飛躍させたことは、明治期の角聖・常陸山の出羽海部屋以来の急激な発展と評された。
1964年（昭和39年）には錦島部屋を吸収した。1968年（昭和43年）12月に12代が現職理事長のまま逝去すると、部屋付き親方である13代立田川（元横綱・鏡里）が一時的に13代時津風を襲名したが、その後、12代が後継者に11代錦島（元大関・豊山）を指名していたとの遺言の存在が明らかになった。しかし、正式な遺言状はなくその証言に疑義も呈されたが、結局鏡里が身を引く形で錦島に当主の座を譲り、豊山が14代時津風を襲名した。これは時津風部屋後援会「双葉山会」の笹山忠夫会長や永田雅一（大映社長）が、部屋の土地を買い取るために、亡き師匠の子飼いの直系弟子で31歳と若い豊山なら資金を出すが、粂川部屋から序二段で移籍した預かり弟子で、親方の平均寿命が短い時代に45歳だった鏡里なら資金を出さない意向だった背景もあった。鏡里は年寄・13代立田川に戻り、1971年（昭和46年）に10代立田山（元大関・大内山）などの親方だけを連れて弟子は1人も連れずに分家独立する形で立田川部屋を設立した。
14代（元大関・豊山）は関脇・蔵間や、小結・豊山、大潮、双津竜、大豊、時津海など多くの関取を育て上げた。また、14代は現役引退からわずか2年後の1970年（昭和45年）2月に32歳の若さで日本相撲協会理事に選出され、1998年（平成10年）からは第8代日本相撲協会理事長を2期4年務めた。また、開始時期は不明であるが、生活習慣病等の予防のため角界で珍しい1日3食制度を導入した。
2002年（平成14年）8月に14代が定年退職を迎えたため、部屋付き親方である13代錦島（元小結・双津竜）が15代時津風を襲名して部屋を継承した。その後、14代の時代に入門してきた豊ノ島と時天空が幕内へ昇進した。15代は弟子に「時（津）」「豊」「双」という字を含む四股名を付けることが多かった。
しかし、2007年（平成19年）6月に起こった時津風部屋力士暴行死事件の責任を問われる形で、同年10月5日に15代が日本相撲協会を解雇されたため、同年10月9日に部屋の幕内力士である時津海が急遽現役を引退して、年寄・16代時津風を襲名して部屋の師匠に就任した。16代の継承後は16代の直弟子である正代が2020年（令和2年）に大関に昇進したほか、15代が解雇される前に入門してきた土佐豊と双大竜、直弟子の豊山が幕内へ昇進している。なお、2020年（令和2年）7月には師匠のパワハラ問題で閉鎖になった中川部屋から、師匠だった15代中川と所属力士のうち2人を受け入れた。
しかし、2021年（令和3年）1月場所中に16代時津風が後述する新型コロナウイルス感染対策ガイドライン違反問題を起こして同年2月22日に退職したため、部屋付きの20代間垣（元前頭・土佐豊）が17代時津風を襲名して部屋の師匠に就任した。
14代・16代・17代時津風の母校である東京農業大学相撲部は時津風部屋でも稽古を行うことがあるため、卒業後に角界入りする者はほとんどが時津風部屋に入門している。実際に2人の現役関取経験力士は東京農大の出身である。そのつながりの強さからインターネット上で東京農大は「時津風付属大学」とまで形容されている。
部屋には現在でも双葉山相撲道場の看板が掲げられ、稽古場には歴代の関取衆の木札が十両昇進順に掲げられている。2025年現在までに、立田川部屋（陸奥部屋への合併を経て解散、その陸奥部屋からは音羽山部屋が分家独立）・湊部屋・式秀部屋・荒汐部屋が分家独立を果たしている。

## 事件・不祥事

### 時津風部屋力士暴行死事件
時津風部屋力士暴行死事件に関連して、15代時津風に対して日本相撲協会が事情聴取を行った際、時津風部屋へ駆け付けた報道陣に対して所属力士が憤慨しカメラマンに暴行を加える事態も発生している。
その暴行死事件の約1、2ヶ月前に死亡した少年が母親に電話し、「部屋で数人がテーブルに200万円 - 300万円くらいの札束を置き、賭博をしているのを見た」と話していたということを、少年の父親が後になって証言した。

### 大相撲野球賭博問題
2010年（平成22年）6月に16代時津風と豊ノ島が野球賭博をしていた事実が発覚した（大相撲野球賭博問題）。当初、16代は暴力団との交渉にもあたっていたと報道されたが、実際には交渉に参加せず車中で待機していたことが後に明らかになる。また、野球賭博も現役時代のみで引退後は行っていなかった。これを受けて、日本相撲協会は16代に主任から最下位の平年寄への1階級降格と5年間の昇給見送りの処分を下した。また、同年7月7日には野球賭博問題に関連して、警視庁からの家宅捜索を受けた。それに際してNHKは同年10月8日、捜索当日未明に報道局スポーツ部の男性記者が16代時津風に事前に家宅捜索の情報を携帯電話のEメールで連絡していたことを発表し、同年11月9日付でその記者を停職3ヶ月、監督責任として当時の福地茂雄会長を含む役員4人と報道局長ら上司5人の計9人を減給処分とした。16代はこの問題に対し「（メールへの）返信はしていないし、何もしていない」と説明し、Eメールの情報を受けて家宅捜索に備えた証拠隠蔽などの行為はしなかったと述べた。

### 16代の新型コロナウイルス感染対策ガイドライン違反問題
2020年（令和2年）9月場所を前にした同月11日、日本相撲協会が定めた新型コロナウイルス感染対策のガイドラインに基づく行動に違反したとして、協会は16代時津風に対して9月場所の休場と謹慎処分を下した。9月場所期間中は部屋付きの13代枝川（元前頭・蒼樹山）が師匠代行を務めることとなった。協会の芝田山広報部長（元横綱・大乃国）は、時津風の違反行動の詳細については明かさなかったが、時津風の正式な処分について危機管理委員会、コンプライアンス委員会で調査をした上で、理事会で議論される予定とした。また、9月場所後に部屋の正代が大関昇進を果たした際、特例で謹慎中の16代時津風が9月30日に行われる大関伝達式への出席を認めていたが、前日に急性膵炎で入院したため欠席、伝達式には師匠代行の13代枝川が出席した。10月1日の理事会で16代時津風について、委員から年寄への2階級降格処分とした。
年が明けて2021年（令和3年）初場所中に16代時津風が再び協会の感染対策ガイドラインに反し、不要不急の外出で複数回にわたり雀荘など歓楽街に出入りしていたことが発覚した。協会は近日中に臨時理事会を開き、16代の処分について話し合う方針を示した。同年2月22日の臨時理事会で退職勧告及び退職金30％減額の懲戒処分が決まり、16代時津風は退職、20代間垣（元前頭・土佐豊）が17代時津風を襲名して時津風部屋を継承することとなった。

## 所在地
- 東京都墨田区両国三丁目15番4号
- 総武本線両国駅徒歩5分[19]

## 師匠
双葉山相撲道場以降
- 12代：時津風 定次（ときつかぜ さだじ、第35代横綱・双葉山、大分県）※第3代日本相撲協会理事長
- 13代：時津風 喜代治（ときつかぜ きよじ、第42代横綱・鏡里、青森県）
- 14代：時津風 勝男（ときつかぜ かつお、大関・豊山、新潟県）※第8代日本相撲協会理事長
- 15代：時津風 順一（ときつかぜ じゅんいち、小結・双津竜、北海道）
- 16代：時津風 正博（ときつかぜ まさひろ、前3・時津海、長崎県）
- 17代：時津風 祐哉（ときつかぜ ゆうや、前1・土佐豊、高知県）

## 部屋付き親方
- 枝川 秀樹（えだがわ ひでき、前1・蒼樹山、滋賀県）
- 中川 憲治（なかがわ けんじ、前14・旭里、大阪府）※旧・中川部屋師匠

## 力士

### 現役の関取経験力士
- 正代直也（大関・熊本）16代、17代弟子
- 時疾風秀喜（前11・宮城）16代、17代弟子

### 横綱・大関
横綱
- 鏡里喜代治（42代・青森）12代弟子　粂川部屋より

大関
- 大内山平吉（茨城）12代弟子
- 北葉山英俊（北海道）12代弟子
- 豊山勝男（新潟）12代弟子

### 幕内
関脇
- 青ノ里盛（青森）12代、13代、14代弟子
- 蔵間竜也（滋賀）12代、13代、14代弟子
- 不動岩三男（熊本）12代弟子　粂川部屋より
- 豊ノ島大樹（高知）14代、15代、16代弟子

小結
- 大潮憲司（福岡）12代、13代、14代弟子
- 大豊昌央（新潟）14代弟子
- 沢光幸夫（北海道）12代弟子
- 潮錦義秋（熊本）12代弟子　荒汐部屋より
- 霜鳥典雄（新潟）14代、15代、16代弟子
- 時天空慶晃（モンゴル）14代、15代、16代弟子
- 時錦恒則（福岡）12代弟子
- 豊國範（大分）12代弟子
- 双津竜順一（北海道）12代、13代、14代弟子
- 豊山広光（新潟）14代弟子
- 若葉山貞雄（埼玉）12代弟子

前頭
- 蒼樹山秀樹（前1・滋賀）14代、15代弟子
- 天津風征夫（前3・石川）12代弟子
- 天ノ山静雄（前1・佐賀）14代弟子
- 荒岐山正（前11・岐阜）12代弟子
- 荒波秀義（前4・佐賀）12代弟子
- 泉洋辰夫（前6・大阪）12代弟子
- 扇山民雄（前5・宮城）12代弟子
- 岡ノ山喜郎（前5・岡山）12代弟子
- 鬼竜川光雄（前6・青森）12代弟子　粂川部屋より
- 双大竜亮三（前15・福島）15代、16代弟子
- 谷嵐久（前4・大分）14代弟子
- 土佐豊祐哉（前1・高知）15代、16代弟子
- 時津海正博（前3・長崎）14代、15代弟子
- 時津洋宏典（前4・徳島）14代弟子
- 時葉山敏夫（前2・石川）12代、13代、14代弟子
- 豊ノ海義美（前18・大分）12代弟子
- 白竜山憲史（前13・兵庫）14代弟子
- 双ッ龍徳義（前1・北海道）12代弟子
- 牧本英輔（前12・熊本）12代、13代、14代弟子
- 丸山孝彦（前13・福岡）12代、13代、14代弟子
- 豊山亮太（前1・新潟）16代、17代弟子
- 吉田川清四郎（前13・山梨）12代弟子　音羽山部屋より
- 若杉山豊一（前1・福岡）12代弟子

### 十両
- 赤城山晃（十10・群馬）12代弟子
- 安芸の國一典（十9・広島）12代弟子
- 市ノ渡三四四（十5・青森）14代弟子
- 宇佐ノ山英策（十9・大分）12代弟子　入門時は立浪部屋
- 大日山廣司（十11・兵庫）12代弟子
- 隠岐ノ島恵一（十7・島根）12代弟子
- 凱皇仁（十7・新潟）14代弟子
- 開錦豪藏（十16・秋田）12代弟子
- 劍龍猛虎（十1・福岡）12代弟子
- 大岳宗正（十2・滋賀）14代弟子
- 大車輪松五郎（十6・石川）12代、13代、14代弟子
- 時潮信雄（十21・熊本）12代弟子
- 時津海正男（十17・富山）12代弟子
- 時津浪朋納（十4・青森）12代弟子
- 時浪春樹（十3・愛媛）12代弟子
- 豊乃國大地（十13・新潟）14代、15代、16代弟子
- 豊ノ花光義（十5・福岡）12代弟子
- 豊光重信（十18・大分）12代弟子　入門時は立浪部屋
- 七瀬川秀雄（十10・大阪）12代弟子
- 八龍信定（十15・秋田）12代弟子
- 福の守尚（十15・神奈川）12代弟子
- 三鷹山昌吾（十17・東京）12代弟子
- 美楯山海一郎（十2・岩手）12代弟子
- 豊富士司（十5・新潟）14代弟子
- 龍ヶ浜広宣（十7・静岡）14代弟子
- 若葉山強（十5・山形）12代弟子

## 旧・時津風部屋
双葉山が襲名する以前の年寄・時津風は大坂相撲の年寄名跡で、東西合併の際には小九紋竜梅吉が11代時津風を襲名していたものの、当人は行方不明の状態だった。1932年に11代時津風が復帰して時津風部屋を再興したが、1935年に粂川部屋に弟子を譲る形で時津風部屋を閉鎖した。11代時津風は1938年にも時津風部屋を再興したものの、1941年に年寄名跡・時津風を双葉山へ譲渡したため、再び時津風部屋は閉鎖されて所属力士は立浪部屋へ移籍した。この中には後の関脇・時津山がいた。
その他の弟子
- 鬼ヶ谷才治（小結・伊予国）